# Лубенск
Лубенск (Лубенская) — деревня в Брасовском районе Брянской области, в составе Веребского сельского поселения. 
 Расположена в 8 км к юго-востоку от села Веребск. Население — 33 человека (2010).

## История
Упоминается с первой половины XVII века в составе Глодневского стана Комарицкой волости; до 1778 года в Севском уезде, в 1778—1782 гг. в Луганском уезде. В XIX веке — владение Кушелевых-Безбородко; входила в приход села Островск (ныне в составе Орловской области).
С 1782 по 1928 гг. — в Дмитровском уезде Орловской губернии (с 1861 — в составе Островской, позднее Веребской волости; с 1923 в Глодневской волости). С 1929 года — в Брасовском районе. До 1960 года входила в состав Пионерского сельсовета.